# 下關杜

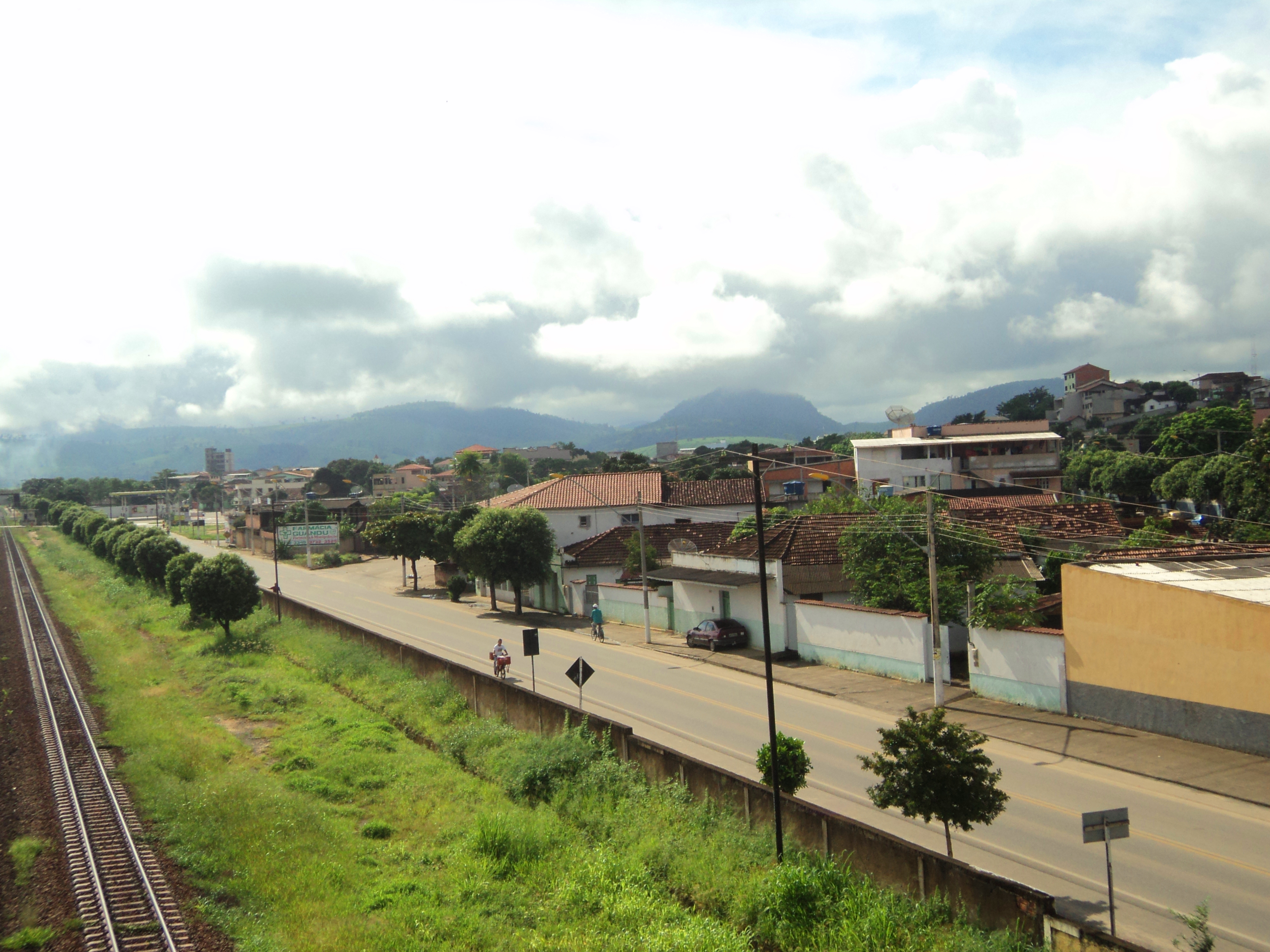
下關杜

19°31′08″S 41°00′57″W / 19.51889°S 41.01583°W
下關杜（葡萄牙語：Baixo Guandu），是巴西的城鎮，位於該國東南部，由聖埃斯皮里圖州負責管轄，始建於1935年4月10日，面積918平方公里，海拔高度78米，2009年人口29,891，人口密度每平方公里31.11人。